# Боевая научная фантастика

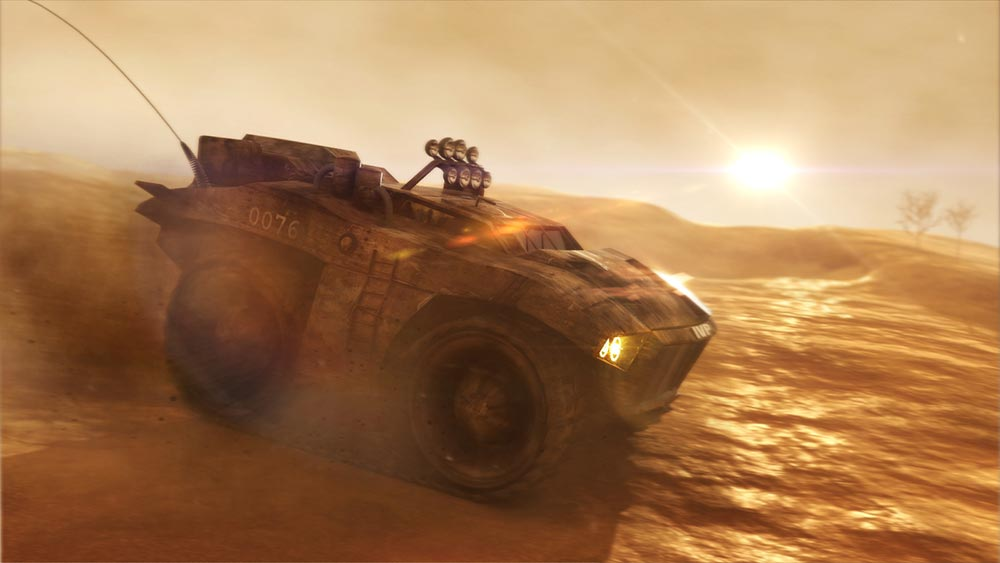
Фантастическая военная машина

Боевая научная фантастика (англ. military science fiction — «военная научная фантастика»), также фантастика ближнего боя — поджанр научной фантастики и боевиков, описывающий войны будущего либо войны с большим количеством фантастических элементов.
Термины «военная научная фантастика» и «боевая научная фантастика» схожи, но Борис Невский выделяет внутри общего жанра «военная/боевая фантастика» жанр фантастического боевика, отличающегося более примитивным сюжетом и большим упором на эффектность и стремительность повествования.

## История жанра
Несмотря на то, что первые научно-фантастические произведения, описывающие войны будущего, относятся уже к XIX веку, рождение боевой научной фантастики относят к середине XX века. Джон Клют в The Encyclopedia of Science Fiction связывает это с вырождением жанра космооперы. Первым классическим представителем жанра является роман «Звёздный десант» Роберта Хайнлайна (1959 год). Боевая научная фантастика набирала обороты всякий раз, как только возрастало напряжение в мире — так, рождение жанра пришлось на самый пик холодной войны, во время войны во Вьетнаме.

## Поджанры
Жанр в течение XX века оброс рядом стандартных шаблонов:
- «Восхождение по карьерной лестнице». Главный герой начинает простым солдатом и поднимается до вершин командного состава. Яркий пример — серия «Наёмный корпус» Рика Шелли.
- «Командирская» БФ. Главный герой — крупный армейский офицер. Яркий пример — цикл «Король-провидец» Кристофера Банча.
- «Рядовая» БФ. В противоположность «командирской», главный герой — рядовой солдат. Яркий пример — «Звёздный десант».

## Представители
- Роберт Хайнлайн — «Звёздный десант»
- Кристофер Банч — «Король-провидец»
- Гарри Гаррисон — «Билл — герой галактики», «Стальная Крыса».
- Джо Холдеман — «Бесконечная война»

### Представители в русскоязычной литературе
- Ник Перумов — «Империя превыше всего»
- Александр Зорич — «Завтра война»
- Андрей Круз — вся библиография
- межавторский цикл S.T.A.L.K.E.R
- Дмитрий Глуховский — «Метро 2033»; межавторский цикл по этому роману